# Jan Karski

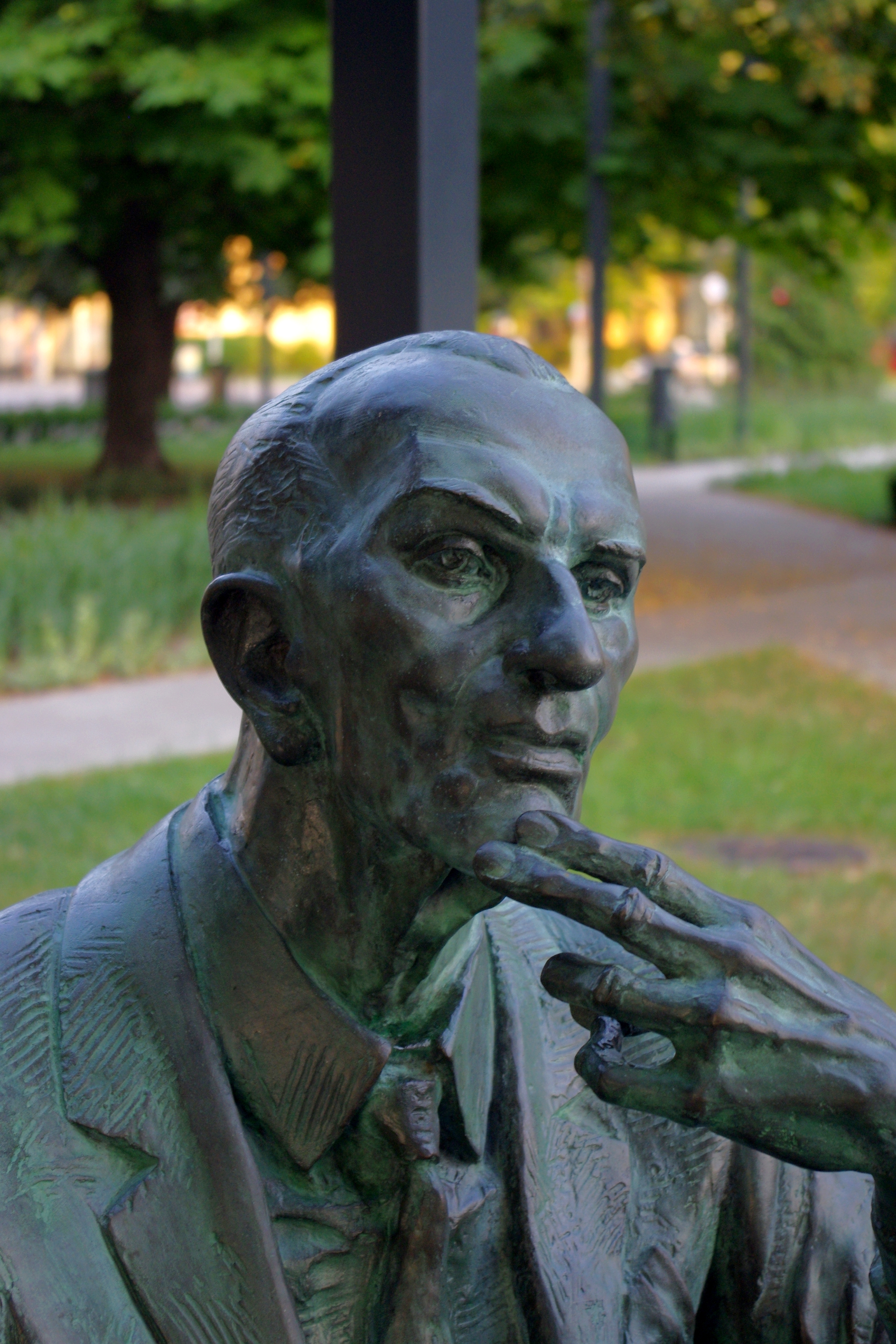
Kopf der Statuette von Jan Karski in Warschau

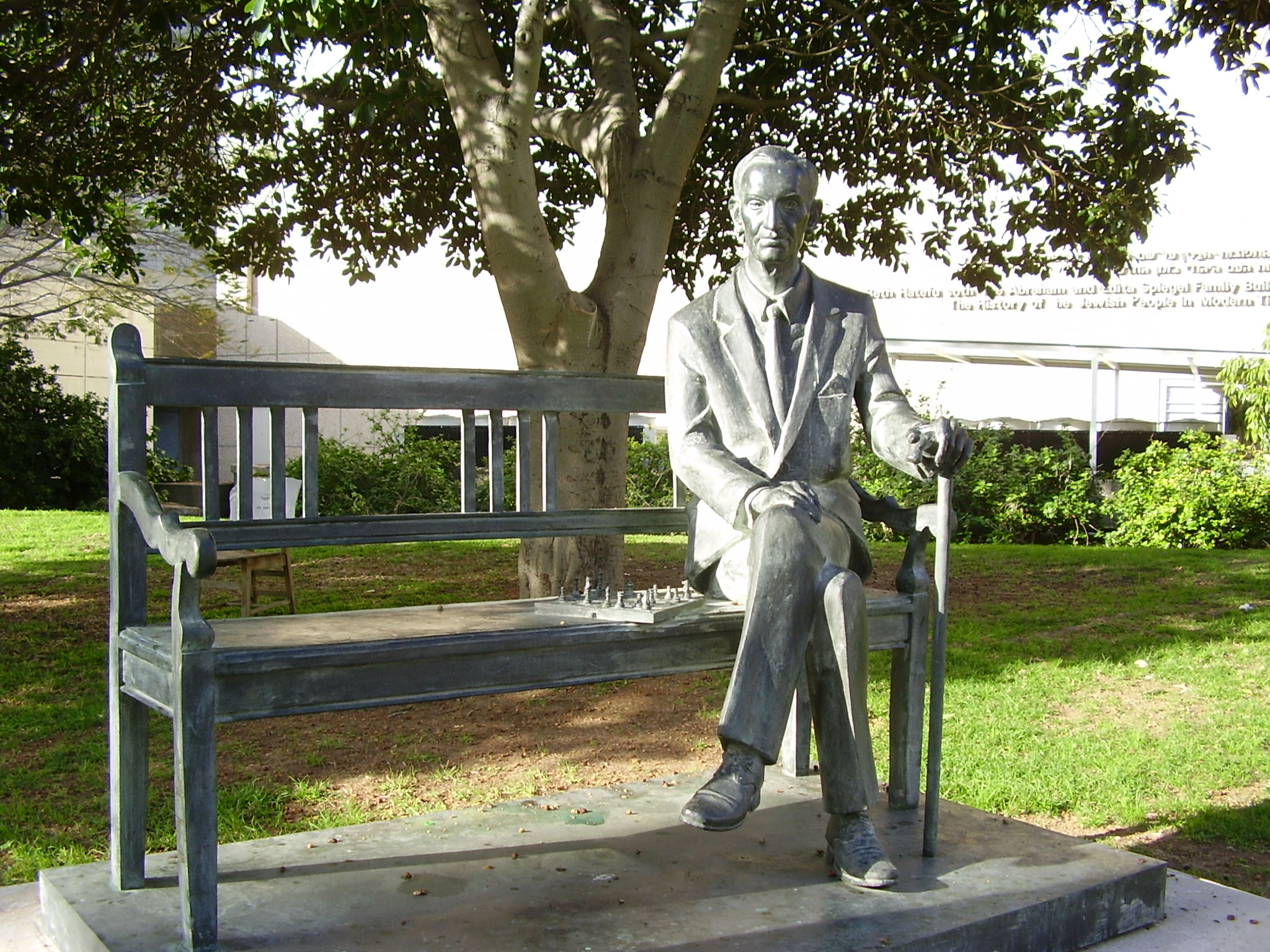
Statuette von Jan Karski in der Universität von Tel Aviv

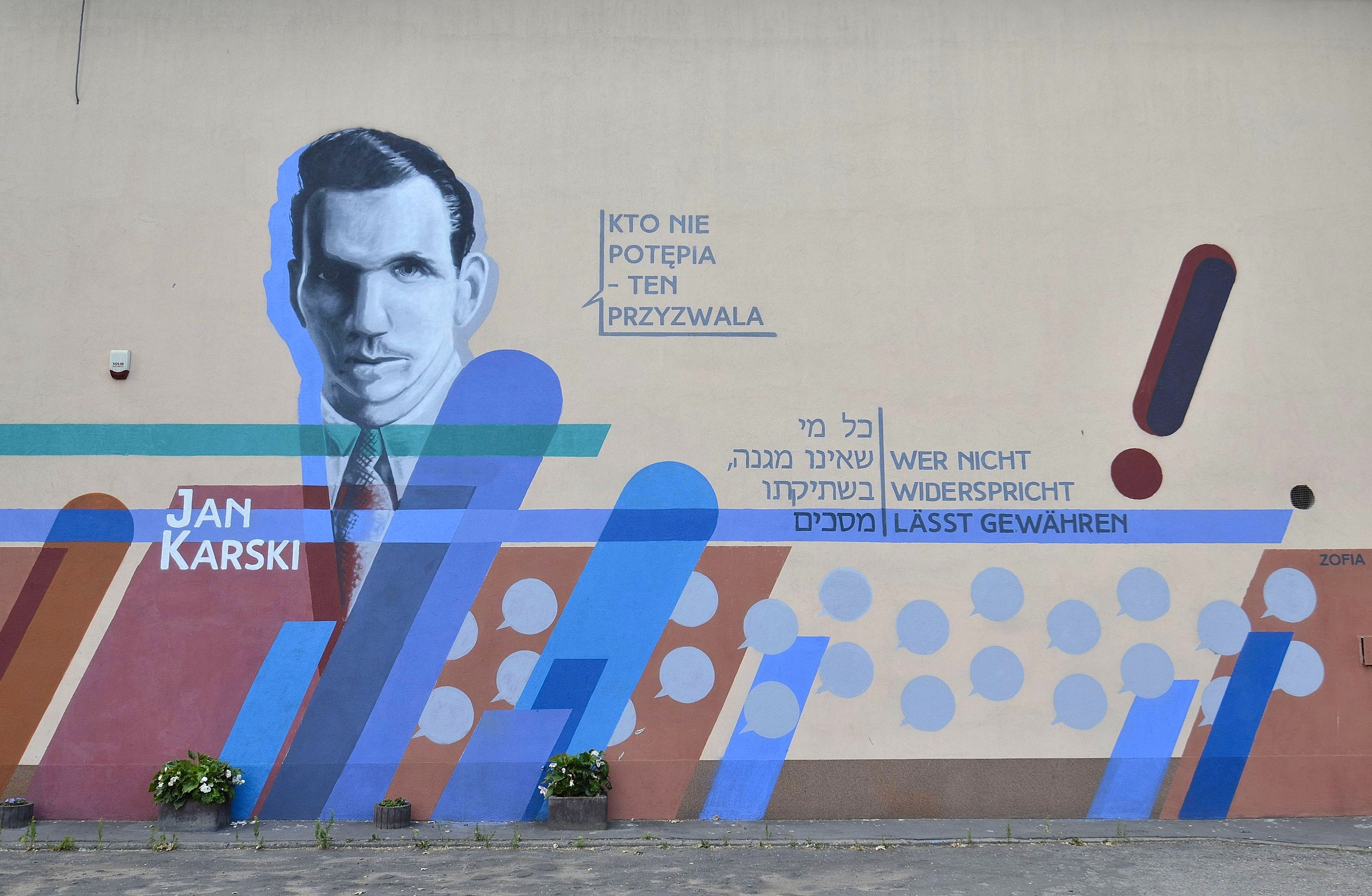
Wandmalerei, Warschau

Jan Karski, eigentlich Jan Kozielewski (* 24. Juni 1914 in Łódź; † 13. Juli 2000 in Washington, D. C.), war ein polnischer Offizier und Kurier der Polnischen Heimatarmee. Der Jurist und Diplomat zählte u. a. neben Witold Pilecki zu den wichtigsten Zeugen des Holocaust.

## Kurier der Polnischen Heimatarmee
Karski wuchs in Łódź auf. Während seines Studiums der Fächer Rechtswissenschaft und Diplomatie an der Universität Lemberg gewann er einen populären Rhetorikwettbewerb. Nach dem 1935 abgelegten Examen und einem einjährigen Militärdienst in Włodzimierz wurde er als Diplomatenanwärter im polnischen Außenministerium angenommen. Er wurde bei der ILO in Genf, im polnischen Konsulat in London und in Warschau ausgebildet. 1939 wurde er nach Ausbruch des Zweiten Weltkrieges als Offizier in die polnische Armee eingezogen und geriet nach der militärischen Niederlage in sowjetische Gefangenschaft. In der Uniform eines einfachen Soldaten ließ er sich bei einem Gefangenentausch zwischen den Sowjets und den Deutschen bei Przemyśl an die Wehrmacht überstellen und kam in ein Gefangenenlager bei Radom im Generalgouvernement. Auf dem Weitertransport in ein Zwangsarbeitslager sprang er aus dem Zug. Karski trat der im Untergrund kämpfenden Polnischen Heimatarmee (Armia Krajowa) bei. Seine Sprachkenntnisse machten ihn zu einem wichtigen Kurier zwischen der polnischen Exilregierung in London und der Führung der Heimatarmee in Polen. Er überbrachte in geheimen und gefährlichen Missionen Nachrichten zwischen Polen, Frankreich und Großbritannien.

## Augenzeuge der deutschen Verbrechen
Den Tarnnamen Karski legte sich der junge Diplomat 1942 zu, als er für die polnische Untergrundarmee Armia Krajowa (AK) zu seiner letzten und gefährlichsten Mission aufbrach. Zwischen 1942 und 1943 informierte er die polnische Exilregierung in London sowie die britische und US-amerikanische Regierung von der tragischen Situation in Polen und über die systematische Ermordung der Juden. Karski berichtete als Augenzeuge, weil er in einer Uniform der ukrainischen Miliz in das Sammellager Izbica eingeschleust wurde, von dem aus vollgeladene Güterzüge in das nahegelegene Vernichtungslager Belzec abfuhren. Zunächst hatte Karski gesagt, er habe das Lager Belzec besucht, aber da sein Bericht nicht der Realität von Belzec entsprach, stellten Historiker die These auf, er habe Izbica tatsächlich gesehen, und Karski akzeptierte diese These. Der Historiker Steffen Hänschen weist jedoch auf topografische und chronologische Schwierigkeiten in der Izbica-These hin und kommt zu dem Schluss, dass „es kaum mit Sicherheit gesagt werden kann, dass Karski in Izbica war“.
Durch einen Tunnel des jüdischen Widerstands gelangte Karski in das Warschauer Ghetto. Dort sah er die ausgehungerten Kinder und die sterbende jüdische Bevölkerung auf den Straßen. Einer, der ihn aus dem Ghetto eskortierte, war der jüdische Widerstandskämpfer Leon Feiner.
Im Juli 1943 traf sich Karski persönlich mit US-Präsident Franklin D. Roosevelt und berichtete ihm über die Situation in Polen und darüber, was er gesehen hatte. Er sprach auch mit anderen US-amerikanischen Politikern, Führern jüdischer Organisationen und katholischen Erzbischöfen, jedoch ohne Erfolg. Felix Frankfurter, Richter am Obersten Gerichtshof der USA, gehörte ebenfalls zu seinen Gesprächspartnern. Seinen Schilderungen wurde kein Glauben geschenkt, oder sie wurden als Übertreibungen der polnischen Exilregierung eingestuft (siehe zeitgenössische Kenntnis vom Holocaust).

## Nach dem Zweiten Weltkrieg
Bei Kriegsende konnte Karski als Mitarbeiter der polnischen Exilregierung nicht in das kommunistische Polen zurückkehren. Er ließ sich in den Vereinigten Staaten nieder und hielt Vorlesungen an der Georgetown University in Washington, D. C. 1949 begann er ein Studium an der School of Foreign Service in Georgetown, das er nach knapp drei Jahren mit dem Grad eines PhD abschließen konnte. 1954 wurde er schließlich US-Bürger. 1965 heiratete er Pola Nirenska, eine Tänzerin polnisch-jüdischer Herkunft, die 1992 Selbstmord beging.
In seinem Buch Story of a Secret State schrieb Karski 1944 über die Zeit als Kurier in geheimer Mission und seine Erfahrungen im besetzten Polen. 1985 publizierte er das Buch The Great Powers and Poland. E. Thomas Wood und Stanisław M. Jankowski beschrieben das Leben von Jan Karski im Buch Karski: How One Man Tried to Stop the Holocaust (auf Deutsch erschienen als Jan Karski – Einer gegen den Holocaust, Als Kurier in geheimer Mission, Bleicher Verlag, 1997). Das Vorwort zur deutschen Ausgabe dieses Buches schrieb Elie Wiesel.

Erst in dem Dokumentarfilm Shoah des Regisseurs Claude Lanzmann aus dem Jahre 1985, in dem nur Zeitzeugen des Holocaust befragt wurden, konnte Jan Karski sein Schweigen brechen. Claude Lanzmann wandte sich 1977 zum ersten Mal mit der Idee an Karski, ihn in seinen geplanten Dokumentarfilm einzubeziehen, der nur auf den Aussagen von Zeugen, Opfern und Tätern basieren sollte. Über ein Jahr lang versuchte Lanzmann in Briefen und Telefongesprächen, Karski zur Mitwirkung zu überreden, ohne dessen Weigerung zu akzeptieren. Nach Lanzmanns Überzeugung hatte Karski eine historische Verantwortung, in dem Film Zeugnis abzulegen. Schließlich drehten Lanzmann und sein Team im Oktober 1978 zwei Tage lang in Karskis Haus. Die Befragung dauerte jeweils vier Stunden; der Zusammenschnitt aus den Interviews mit Karski nimmt in der Endversion vierzig Minuten ein. Lanzmann strich fast alles, was Karski über seine Versuche, die Welt aufzurütteln, erwähnte. Karski machte deutlich, dass er es bevorzugt hätte, wenn auch die Teile des Interviews, die sich mit seiner Aufgabe im Westen befassten, gezeigt worden wären. Er verurteilte den Film jedoch nicht, sondern verlangte einen „ebenso großartigen, ebenso wahrheitsgetreuen“ Film, der „eine zweite Realität des Holocaust“ enthüllt, „...nicht um der zu widersprechen, die Lanzman zeigt, sondern um diese zu ergänzen“. Karski sagte: 

„Ich weiß, wie sehr der Film kritisiert wurde, vor allem von Polen, aber ich habe nur eine Sache zu sagen: Das ist der großartigste Film, der jemals über den Holocaust an den Juden im Krieg gedreht worden ist – was Lanzmann mir von Anfang an versichert hatte.“

 1997 berichtete er am 27. Januar in der Synagoge Köln ein weiteres Mal über seine Erlebnisse.

## Auszeichnungen
Seine wichtigsten Auszeichnungen sind zwei polnische Orden: Orden vom Weißen Adler (höchste zivile Auszeichnung) und Orden Virtuti Militari (höchste militärische Auszeichnung).
Für seine mutigen Handlungen und Versuche, Polen und Juden zu retten, wurde Karski Ehrenbürger Israels. Auf der „Allee der Gerechten“ in Jerusalem, die zur Yad-Vashem-Gedenkstätte führt, durfte er einen Baum pflanzen, der seinen Namen trägt. Die Universitäten Georgetown University, Oregon State University, Baltimore Hebrew College, Hebrew College of America, Universität Warschau, Maria-Curie-Skłodowska-Universität Lublin und die Universität Łódź verliehen ihm Ehrendoktortitel. Karski wurde auch für den Friedensnobelpreis vorgeschlagen.
Die 1992 vom Filmemacher Sy Rotter gegründete Foundation for Moral Courage vergibt seit 2000 den Jan Karski Award.
2012 erhielt er postum die Presidential Medal of Freedom.
Im Dezember 2016 wurde Karski vom polnischen Staatspräsidenten Duda postum zum General befördert.

## Erinnerungsorte an J. Karski
- 2015 entstand in New York City die Skulptur #KarskiNYC – von Karol Badyna. Es gibt ähnliche Arbeiten von ihm in Washington, D. C. (2002), Kielce (2005), New York (2007), Łódź (2009), Tel-Aviv (2009), Warschau (2013) und Krakau (2016). Sie wird oft auch Great Pole’s Bench genannt (Die Sitzbank für einen großen Polen). Die Bank steht vor dem Polnischen Generalkonsulat. Sie lädt die/den Betrachtenden unausgesprochen ein, sich neben ihn zu setzen.[13] Auf der Bankseitenwand befindet sich eine erklärende Inschrift. Von einem Tonband können Teile seiner Erinnerungen gehört werden.

- Im Ortszentrum von Izbica steht ein Gedenkstein, der an ihn erinnert.

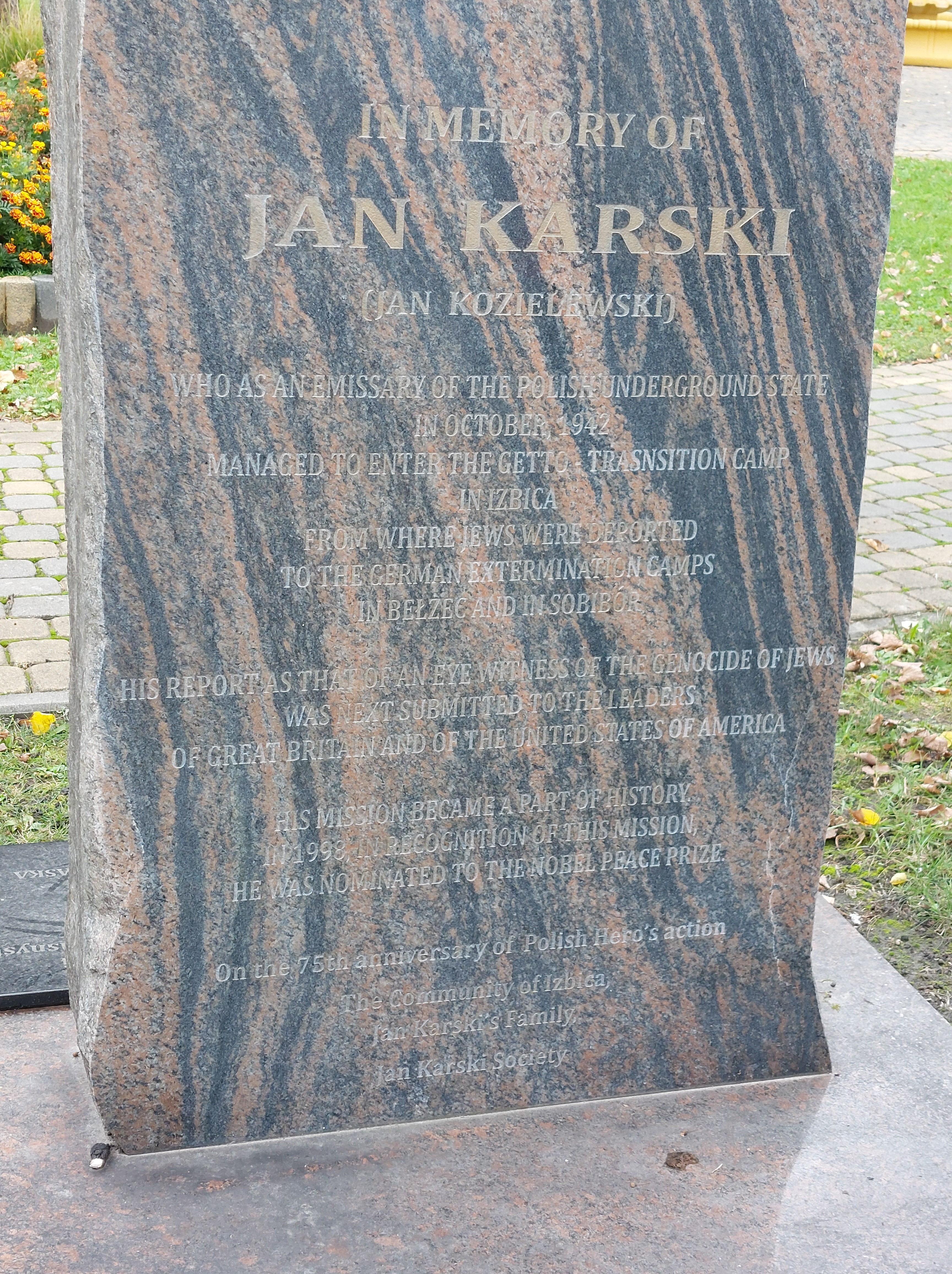
Gedenkstein für Jan Karski in der Ortsmitte von Izbica

## Filme
- Jan Karski. (fr. Le rapport Karski). Dokumentarfilm von Claude Lanzmann, Frankreich 1978, 49 Min.; zweisprachige Erstausstrahlung am 17. März 2010 auf ARTE.[14]
- Nachrichten aus dem Untergrund. Dokumentarfilm von Andreas Hoessli, Schweiz 1997, 60 Min.[15]
- Karski und Herrscher der Menschheit (pl. „Karski i władcy ludzkości“), Dokumentarfilm von Sławomir Grünberg, Polen 2015
- Remember This, Spielfilm von Derek Goldman und Jeff Hutchens, USA 2022

## Interviews
- Holocaust Rescue and Aid Provider Jan Karski Testimony. Videointerview mit Jan Karski vom März 1995 von Renée Firestone für das USC Shoah Foundation Institute, Dauer ca. 1 Std. 9 Min.

## Schriften
- Story of a secret state. Houghton Mifflin, Boston & Riverside Press, Cambridge 1944.
  - wieder: Simon Publications, 2001, ISBN 1-931541-39-6.
  - Mein Bericht an die Welt: Geschichte eines Staates im Untergrund, hrsg. von Céline Gervais-Francelle, aus dem Französischen ins Deutsche übersetzt von Franka Reinhart und Ursel Schäfer; Verlag Antje Kunstmann, München 2011; 620 S., ill.; ISBN 978-3-88897-705-3. – Siehe die Rezension von Heiko Haumann in: Schweizerische Zeitschrift für Geschichte, Band 64, 2014 Nr. 1 S. 189–191; ISSN 0036-7834.
  - Teilabdruck: Das Getto. in Dschungel, Beilage zu jungle world, #7 vom 17. Februar 2011, S. 19–23 (online lesbar. Im Print: S. 18 Foto Karskis von 1943, mit Folterspuren).
- The great powers and Poland 1919–1945 : from Versailles to Yalta. University Press of America, Lanham u. a. 1985, ISBN 0-8191-4399-5.
- Material towards a documentary history of the fall of eastern Europe (1938–1948). Thesis (Ph. D.), Georgetown University, 1952.